# Unterer Neckar
Das Natur- und Landschaftsschutzgebiet Unterer Neckar wurde am 17. Dezember 1986 vom Regierungspräsidium Karlsruhe durch Verordnung ausgewiesen. Es liegt im Rhein-Neckar-Kreis und in den kreisfreien Städten Heidelberg und Mannheim.
Das Schutzgebiet umfasst den Neckar mit seinen Ufern vom Neckarwehr in Heidelberg-Wieblingen bis zur Mündung in den Rhein in Mannheim.

## Teilgebiete
Das Schutzgebiet besteht aus insgesamt elf zusammenhängenden Teilgebieten, die administrativ als separate Schutzgebiete geführt werden. Nähere Informationen sind den Hauptartikeln zu den einzelnen Teilgebieten zu entnehmen.
Von Heidelberg neckarabwärts besteht das Schutzgebiet aus folgenden Teilgebieten:
- Naturschutzgebiet Altneckar Heidelberg-Wieblingen (Nr. 2.097; 45,2 ha)
- Landschaftsschutzgebiet Zwischen Heidelberg und Ladenburg (Nr. 2.21.002 in Heidelberg und Nr. 2.26.023 im Rhein-Neckar-Kreis; 156,5 ha)
- Naturschutzgebiet Altneckar Wörth-Weidenstücker (Nr. 2.098, 16,7 ha)
- Naturschutzgebiet Neckaraue zwischen Botzheimer Wasen und Obere Wörth (Nr. 2.099; 5,5 ha)
- Naturschutzgebiet Altneckarschleife-Neckarplatten (Nr. 2.100; 84,9 ha)
- Landschaftsschutzgebiet Südöstlich der Ilvesheimer Schlinge (Nr. 2.26.025; 139,0 ha)
- Landschaftsschutzgebiet Nordwestlich der Ilvesheimer Schlinge (Nr. 2.26.024; 38,2 ha)
- Landschaftsschutzgebiet Westlich der Ilvesheimer Schlinge (Nr. 2.26.026 im Rhein-Neckar-Kreis und Nr. 2.22.011 in Mannheim; 70,6 ha)
- Naturschutzgebiet Wörthel (Nr. 2.101; 20,9 ha)
- Landschaftsschutzgebiet Mannheimer Neckaraue (Nr. 2.22.012; 134,9 ha)
- Naturschutzgebiet Maulbeerinsel (Nr. 2.102; 10,6 ha)

## Schutzzweck
Schutzzweck der Naturschutzgebiete ist laut Schutzgebietsverordnung
1. „die Erhaltung des Unterlaufs des Neckars und seiner Flussufersäume, Auen und Vorländer, insbesondere der noch ursprünglich geformten, naturnahen, nicht schiffbaren Flussabschnitte mit Wildflusscharakter;
2. die Erhaltung und Förderung der verschiedenen für die Flusslandschaft am unteren Neckar typischen und teilweise zunehmend gefährdeten Pflanzengesellschaften, deren Vegetationsmosaik der standörtlichen Vielfalt entspricht;
3. die Erhaltung und Förderung einer auentypischen Fauna, insbesondere europäischer Vogelarten, die vielfach gefährdet und teilweise vom Aussterben bedroht sind;
4. die Sicherung des räumlich engen Verbundes von Lebensräumen für Pflanzen und Tiere, die insbesondere für wandernde Tierarten als Brut-, Rast-, Nahrungs- und Überwinterungsgebiet von lebenswichtiger Bedeutung sind;
5. im Naturschutzgebiet "Maulbeerinsel" die Sicherung des Restbestandes einer zu Beginn des 19. Jahrhunderts zur Wiederbelebung der Seidenraupenzucht angelegten Pflanzung des Weißen Maulbeerbaumes (Morus alba).“[1]

Schutzzweck der Landschaftsschutzgebiete ist
1. „die Ausweisung und Erhaltung der für die Naturschutzgebiet wichtigen Puffer- und Ergänzungszonen;
2. die Sicherung ökologischer Grund- und Ausgleichsfunktionen, insbesondere die Erhaltung und Steigerung der Leistungsfähigkeit der Naturgüter Boden, Wasser und Luft;
3. die Förderung, Erhaltung und die Wiederherstellung erholungswirksamer Landschaftsstrukturen und ihrer Zugänglichkeit und Nutzbarkeit für die Allgemeinheit.“[1]